# Oxychirota mesocola
Oxychirota mesocola är en fjärilsart som beskrevs av George Francis Hampson 1906. Oxychirota mesocola ingår i släktet Oxychirota och familjen Tineodidae. Inga underarter finns listade i Catalogue of Life.